# NGC 3603
NGC 3603 is een open sterrenhoop in een emissienevel in het sterrenbeeld Kiel. Het hemelobject ligt 22.000 lichtjaar van de Aarde verwijderd en werd op 14 maart 1834 ontdekt door de Britse astronoom John Herschel.
De open sterrenhoop is een zeer actief H-II-gebied, bestaande uit sterren van ongeveer 2 miljard jaar oud. Het is tevens de grootste bekende sterrenhoop die voor een groot deel uit zogenaamde Wolf-Rayetsterren bestaat.

## Synoniemen
- OCL 854
- ESO 129-SC16